# Bagno comunale di Pistoia
Il Bagno comunale è un edificio situato in viale Pacinotti 42 a Pistoia.

## Storia
L'edificio del bagno comunale viene progettato dall'ingegner Pilo Becherucci, un professionista molto attivo a Pistoia nei primi due decenni del Novecento. Il progetto ottiene l'approvazione del Consiglio comunale il 29 gennaio 1913; i lavori, affidati all'impresa di Benvenuto Carobbi, iniziati nel settembre 1913, terminano il 20 aprile 1914 con una proroga di trenta giorni rispetto alla scadenza prevista. Le cattive condizioni climatiche impongono infatti una breve pausa del cantiere durante il mese di novembre. La spesa preventivata, di lire 28.643, è diminuita a 24.448 secondo i conti redatti dal direttore dei lavori, Enrico Giovacchini, mentre l'impresa nei Registri di contabilità indica un totale di 31.823 lire.
A poco più di un anno dalla chiusura del cantiere la direzione lavori rileva numerosi difetti di costruzione, a cominciare dalle pavimentazioni in cemento dissestate in più punti, dalle colonne all'ingresso dell'edificio fornite dalla ditta Giulio Bruni, fino ai problemi d'umidità riscontrati nell'attico.
L'edificio non ha subito modifiche o restauri negli anni successivi a eccezione della costruzione, sul retro, dell'abitazione del custode, precedente al 1960, modesta costruzione realizzata in base ai criteri progettuali della produzione più corrente, chiusa tra l'edificio stesso e le mura urbane, con evidenti problemi di umidità e soleggiamento.

## Descrizione
L'edificio sorge dunque nella zona stretta tra il tracciato meridionale delle mura urbane e la ferrovia, sul lato occidentale di viale Pacinotti, arretrato rispetto al filo stradale e circondato da un giardino al confine con le mura, di fronte alla palazzina d'ingresso delle Officine San Giorgio. L'area, ancora aperta campagna all'inizio del Novecento, è fortemente caratterizzata dalla presenza del più grande complesso industriale cittadino costituito da poche abitazioni, concentrate sul fronte occidentale della strada, circondate da edifici di pubblica destinazione.
La sua qualificazione formale testimonia la preferenza accordata dal progettista a scelte di gusto eclettico e neorinascimentali. La facciata, ritmata da paraste sormontate da originali collarini baccellati, è contrassegnata nella zona mediana da uno stretto loggiato antistante l'ingresso, preceduto da una breve scalinata con parapetti curvilinei. La lavorazione in facciata dell'intonaco con sottili rigature orizzontali finge un rivestimento a bugnato che non è ripetuto nei prospetti laterali. Basse finestrature in larghezza, ricavate al di sotto della trabeazione e suddivise da una sorta di triglifi allungati, illuminano la zona degli spogliatoi evitando così l'introspezione.
Sopra il loggiato d'ingresso è collocato, al centro di un timpano curvilineo spezzato, lo stemma cittadino sotto cui è incisa la data di costruzione dell'edificio: "ANNO MCMXIV". La distribuzione interna segue semplici criteri funzionali: due ampi corridoi si dipartono simmetricamente dalla sala d'ingresso e consentono l'accesso ai singoli spogliatoi; una scala al termine del corridoio di sinistra conduce al piano seminterrato dove erano collocati gli spogliatoi per i bagni medicinali, ora in disuso. A questo stesso livello, in una zona separata e raggiungibile da una scala di servizio, sono ubicati la lavanderia, la caldaia, gli stenditoi e gli antichi lavatoi in pietra oggi inutilizzati.